# Keddric Mays
Pour les articles homonymes, voir Mays.
Keddric Mays, né le 17 octobre 1984 à Lufkin au Texas, est un joueur américain de basket-ball.